# Andrey Rublev (tenista)
Andrey Andreyevich Rublev (Moscou, 20 de outubro de 1997) é um tenista profissional russo, atual nº 10 do mundo no ranking ATP simples.
Começou a jogar tênis aos três anos de idade, e desde então se destacou como um jogador promissor em seu país. Em 2014, Rublev começou sua carreira profissional no circuito ATP e desde então tem demonstrado um grande potencial no esporte.
Ele é conhecido por seu jogo agressivo e potente, especialmente no seu forehand, e já conquistou vários títulos importantes no circuito ATP. 
Andrey Rublev é o tenista que mais vezes alcançou as quartas de finais de Grand Slams e não conseguiu passar para as semi-finais em 10 oportunidades.

## Carreira

### Início
Rublev foi número um do mundo no ranking juvenil. Ele fez uma grande temporada como juvenil em 2014, incluindo o título do Aberto da França e as quartas do Australian Open e do US Open, e neste ano passou a tentar apenas torneios profissionais. Onde, à época com apenas dezessete anos, obteve vitórias no Masters 1000 de Miami, no ATP 250 de Delray Beach e fez quartas de final no Challenger de Dallas.

### 2015
Em abril, foi a grande surpresa do ATP 500 de Barcelona, na Espanha. Onde, à época com apenas dezessete anos, estreou em um torneio ATP no saibro e eliminou o experiente espanhol Fernando Verdasco, este então 37.º do mundo, ex-top sete mundial e campeão do torneio em 2010, por 2–0 em sets, com parciais de 7–6 (7-4) e 6–3. Em seguida, pelas oitavas de final, ele chegou a tirar um set do italiano Fabio Fognini, então 30.º do mundo, mas mesmo assim perdeu de virada por 2–1 em sets.
Em maio, fazendo a transição para o circuito profissional, Rublev, à época com apenas dezessete anos, igualou uma marca do espanhol Rafael Nadal. E isso aconteceu porque ele obteve cinco vitórias em torneios ATPs diferentes em um único ano, algo que, com a mesma idade, Rafael Nadal conseguiu em 2004. Rublev passou pela
estreia em todos os cinco ATPs que disputou nesta temporada. Depois de Delray Beach, Miami, Barcelona e Istambul, ele repetiu Nadal na primeira rodada do ATP de Genebra a vencer o finlandês Jarkko Nieminen, então 86.º do mundo, por 6–3, 6–7(4) e 7–6(4).
No final de agosto, Rublev derrotou o alemão Peter Gojowczyk por 7–5, 2–6 e 6–4 e furou o qualificatório para o US Open. Assim, aos dezessete anos, o russo disputava seu primeiro Grand Slam como profissional.

### 2021
Alcançou a final no torneio ATP 500 em Roterdã, mas foi derrotado pelo tenista georgiano, Nikoloz Basilashvili.
No torneio ATP 500 em Dubai, Rublev chegou à semifinal, mas foi derrotado pelo espanhol, Roberto Bautista Agut. Ele também alcançou a semifinal no Masters 1000 de Monte Carlo, onde foi eliminado pelo italiano, Fabio Fognini.
Em seguida, Rublev participou do torneio Masters 1000 de Madrid, onde alcançou as quartas de final antes de ser derrotado pelo norueguês, Casper Ruud. No Masters 1000 de Roma, Rublev perdeu na terceira rodada para o alemão, Alexander Zverev.
Em Roland Garros, Rublev foi eliminado nas quartas de final pelo grego, Stefanos Tsitsipas. No torneio de Wimbledon, Rublev perdeu na terceira rodada para o húngaro, Marton Fucsovics.
Em 1 de agosto, ao lado de Anastasia Pavlyuchenkova, Rublev conquistou o ouro nas duplas mistas dos Jogos Olímpicos de 2020 a vencer os compatriotas Elena Vesnina e Aslan Karatsev na final por 6–3, 6–7 (5–7) e 13–11.

## FinaisjuniordeGrand Slam

### Simples: 1  (1 título)
| Resultado | Ano  | Campeonato       | Piso   | Oponente                | Placar   |
| --------- | ---- | ---------------- | ------ | ----------------------- | -------- |
| Campeão   | 2014 | Aberto da França | Saibro | Jaume Antoni Munar Clar | 6–2, 7–5 |

### Duplas: 1 (1 vice)
| Resultado | Ano  | Campeonato | Piso  | Parceiro      | Oponentes                   | Placar        |
| --------- | ---- | ---------- | ----- | ------------- | --------------------------- | ------------- |
| Vice      | 2014 | Wimbledon  | Grama | Stefan Kozlov | Orlando Luz Marcelo Zormann | 4–6, 6–3, 6–8 |